# Ur-Ningirsu
Ur-Ningirsu (sumérien : 𒌨𒀭𒎏𒄈𒍪, Ur-D -nin-gir-su)  également nommé Ur-Ningirsu II pour le différencier de Ur-Ningirsu Ier (en), est un dirigeant sumérien (ensi) de l'état de Lagash dans le sud de la Mésopotamie qui a gouverné v. 2110 av. J.-C. Il est le fils de Gudea,.

## Statue d'Ur-Ningirsu
Une statue d'Ur-Ningirsu, dédiée à Ningishzida (sumérien : 𒀭𒎏𒄑𒍣𒁕 , D Nin-ḡiš-zi-da), est partagée par le Metropolitan Museum of Art de New York et le Musée du Louvre, car ils possèdent séparément la tête et le corps de la statue, respectivement,. La statue a une inscription à l'arrière, qui se lit comme suit :

« Pour Ningishzida, son dieu (personnel), Ur-Ningirsu, souverain de Lagash, fils de Gudea, souverain de Lagash, qui a construit l'Eninnu de Ningirsu, a façonné sa (propre) statue. Je suis le seul bien-aimé de son dieu (personnel) ; que ma vie soit longue - (c'est ainsi) qu'il a nommé cette statue pour son bien (Ningirsu), et il la lui a apportée dans sa maison »

— Inscription sur la statue A de Ur-Ningirsu. AO 9504 Musée du Louvre

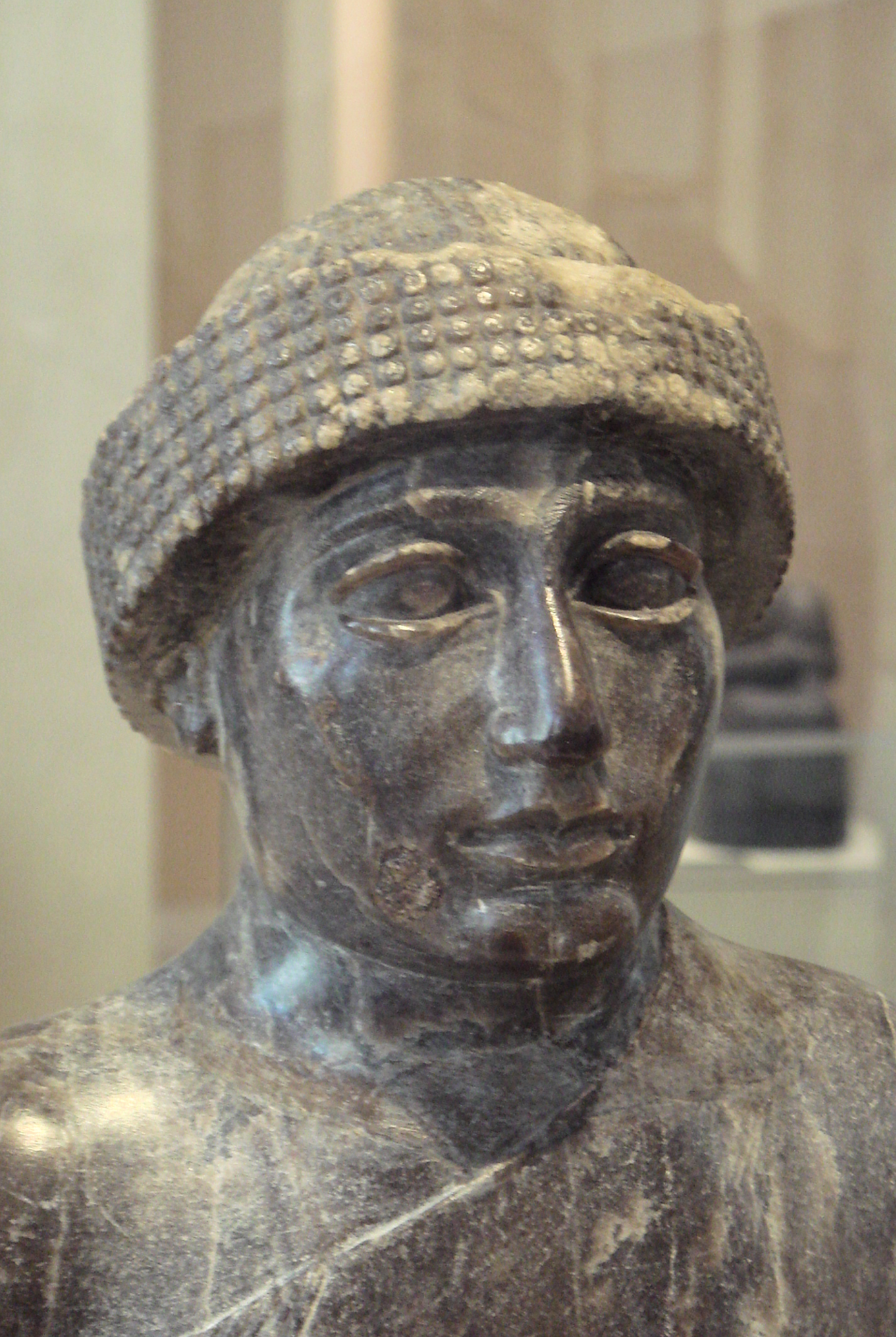
Portrait de Ur-Ningirsu. Musée du Louvre.
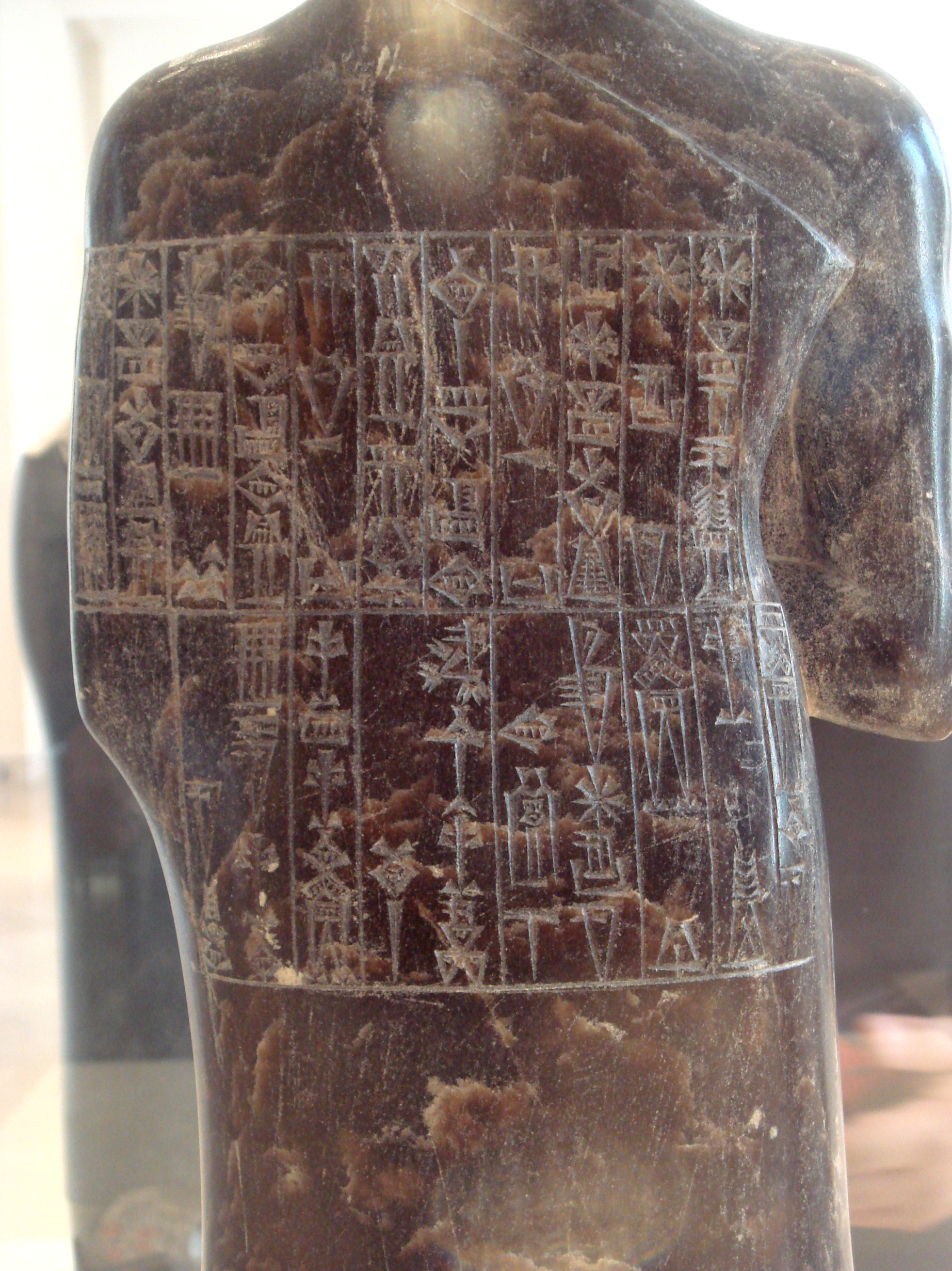
Inscription à l'arrière de la statue.
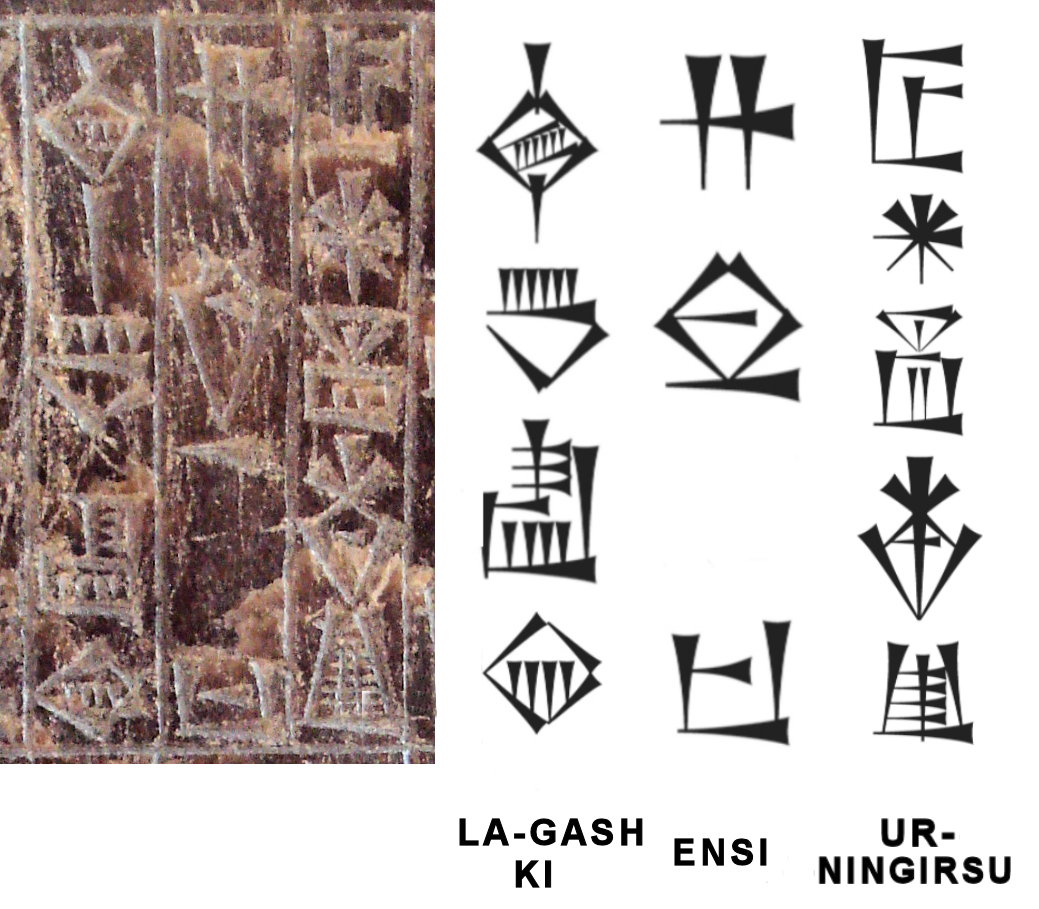
Ur-Ningirsu Ensi Lagashki, « Ur-Ningirsu, gouverneur de Lagash »
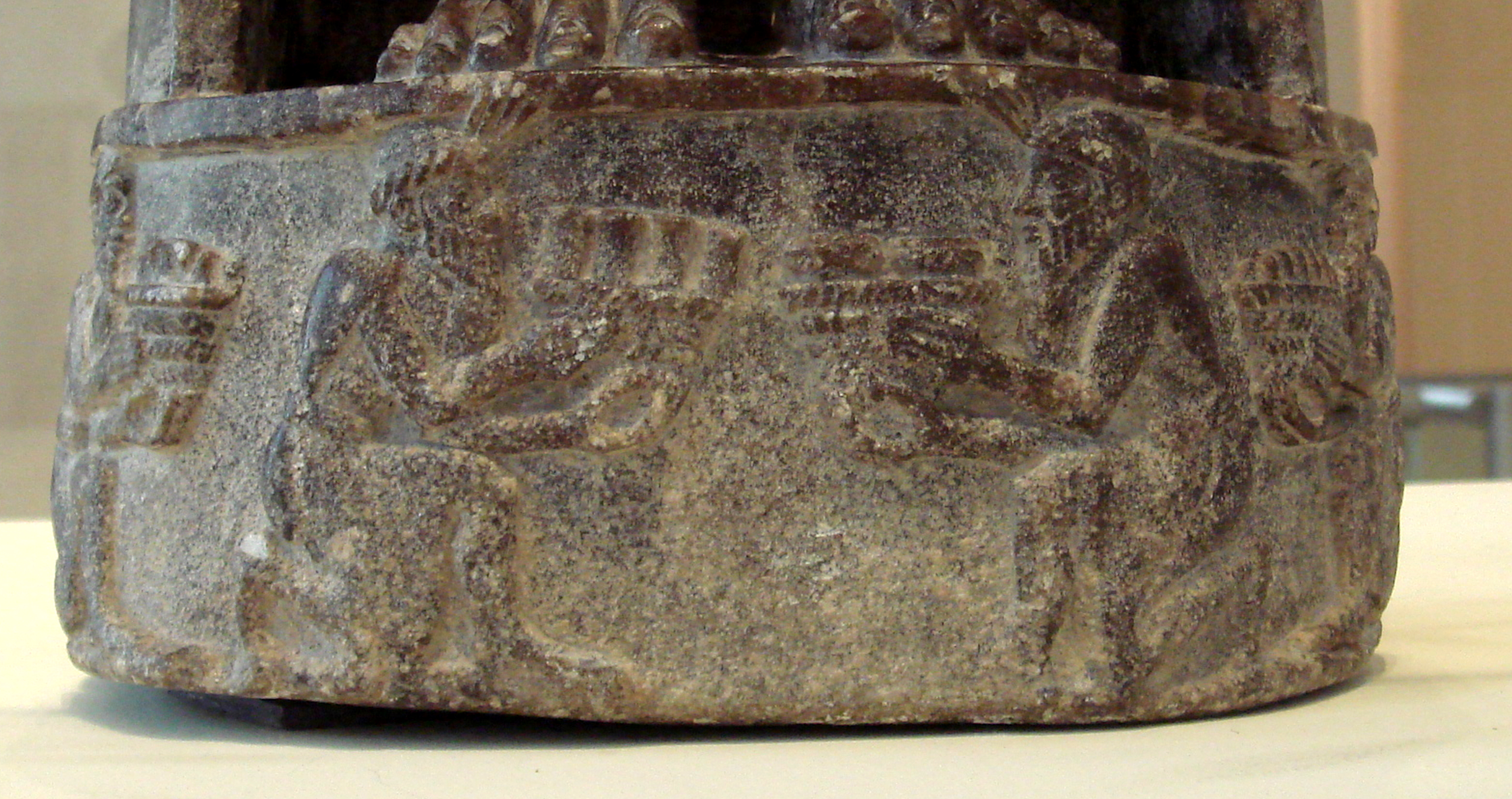
Porteurs d'offrande (base de la statue).
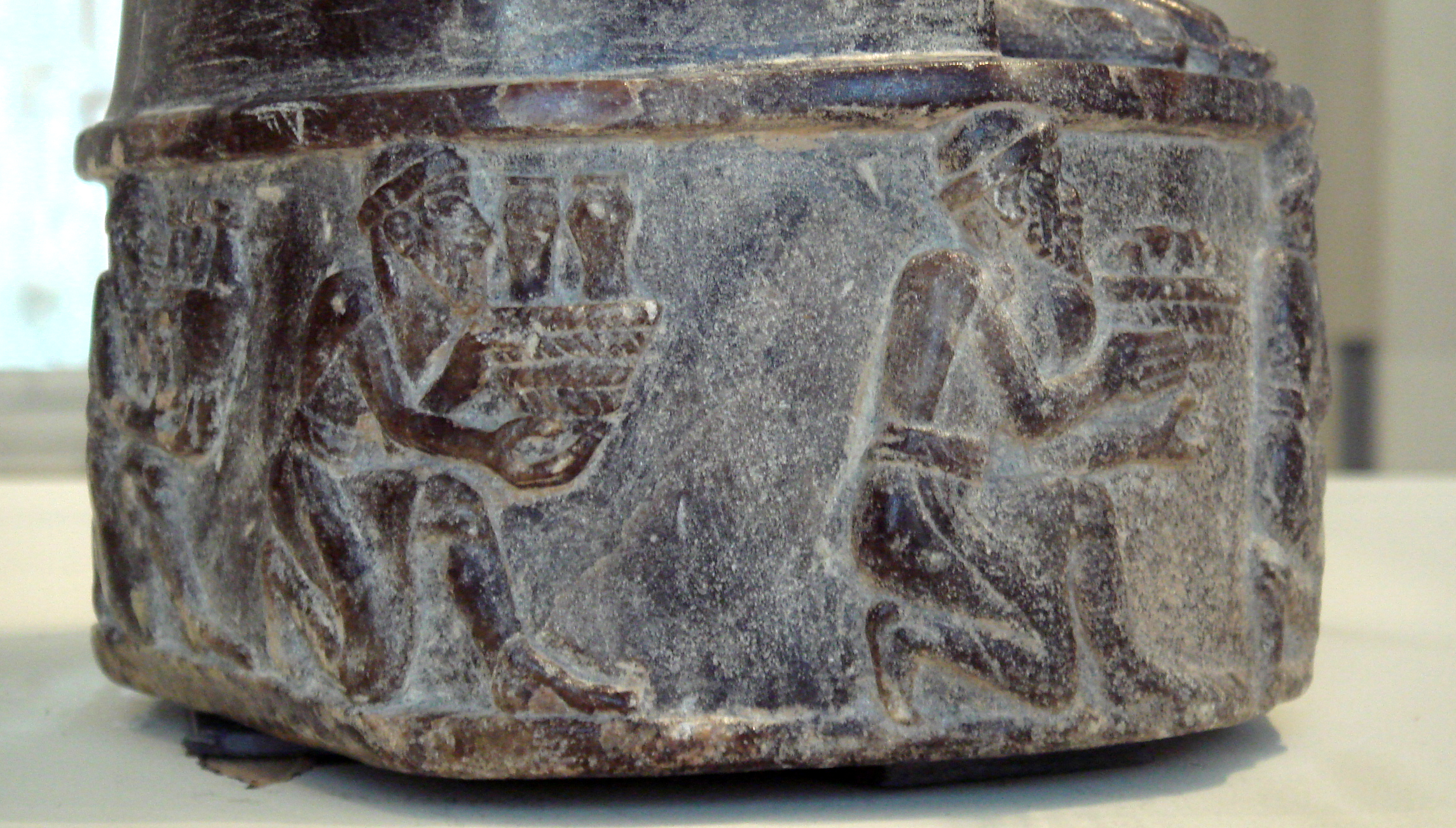
Porteurs d'offrande (côté droit de la statue).